# Azorella ameghinoi
Azorella ameghinoi är en flockblommig växtart som beskrevs av Carlos Luis Spegazzini. Azorella ameghinoi ingår i släktet Azorella och familjen flockblommiga växter. Inga underarter finns listade i Catalogue of Life.